# Henry Purcell
Sir Henry Purcell (sinh khoảng 10 tháng 9 năm 1659 tại London, mất 21 tháng 11 năm 1695 tại London) là nhà soạn nhạc, nghệ sĩ đàn organ người Anh, một trong những nhân vật âm nhạc xuất sắc nhất thời Baroque. Dù kết hợp chặt chẽ các chất liệu phong cách Ý và Pháp vào trong âm nhạc của mình, di sản của Purcell là một hình thức phong cách Anh độc đáo. Ông được phong tước Giới quý tộc vào năm 1673. Ông được mệnh danh là "Mozart nước Anh" và là một trong những nhà soạn nhạc vĩ đại nhất của Anh; không một nhà soạn nhạc sinh tại Anh nào đạt được danh tiếng như ông mãi cho đến Edward Elgar.  

## Cuộc đời và sự nghiệp
Henry Purcell sinh ra tại thủ đô London, Anh. Ông từng hát trong dàn hợp xướng Hoàng gia, học nhạc với các thầy Humfrey và Blow. Ông cũng làm trợ lý bảo quản các nhạc cụ của nhà vua ngay còn ở tuổi niên thiếu. Khi được 18 tuổi, năm 1677, Purcell là nhà soạn nhạc của triều đình Anh. Những năm 1679 đến 1682, ông là nghệ sĩ đàn organ trong tu viện Westminster Năm 1683, ông là người bảo quản nhạc cụ của Hoàng gia Anh. Ông mất vào năm 1695 khi mới khoảng 35 tuổi tại quê nhà, London.

## Phong cách sáng tác
Henry Purcell là đại diện lớn nhất của nền âm nhạc kinh điển Anh, người đặt nền móng cho Opera Anh. Âm nhạc của ông có tính dân tộc sắc nét, giai điệu giàu sức biểu hiện và kịch tính, nhiều tìm tòi táo bạo và hết sức điêu luyện về phức điệu.

## Các tác phẩm
Henry Purcell đã để lại khoảng 50 tác phẩm âm nhạc sân khấu, có thể kể tới như opera Dido và Aeneas (khoảng 1684), 5 vở opera-kịch nói (semi-opera) (là những vở kịch nói có xen kẽ nhiều tiết mục nhạc), đáng chú ý có Vua Arthur (1691), Bà tiên chúa (dựa theo một tác phẩm của William Shakespeare, 1695), 10 bản cantata thế tục, 100 tác phẩm âm nhạc về tôn giáo, những tác phẩm cho hòa tấu đàn dây, gồm 12 bản Sonata 3 chương (1683), 10 bản Sonata 4 chương, hơn 40 tiểu phẩm cho đàn clavecin, đàn organ, hơn 100 ca khúc, khoảng 50 bản hợp xướng theo phong cách dân gian.